# Dochód narodowy
Dochód narodowy – suma dochodów uzyskanych w danym roku z wytworzenia produktów końcowych (dóbr konsumpcyjnych i produkcyjnych), które powiększyły „bogactwo narodu” dla danego kraju.
Dochód narodowy jest równy produktowi narodowemu netto (PNN) w cenach czynników produkcji.
Zgodnie z rachunkami narodowymi dochód narodowy obliczany jest w następujący sposób: od wartości produktu krajowego brutto (PKB) w cenach rynkowych należy odjąć kwotę podatków pośrednich i do tej wartości należy dodać państwowe dopłaty do cen niektórych produktów, dzięki czemu uzyska się PKB w cenach czynników produkcji. Interpretuje się go jako strumień dochodów z czynników produkcji (płace, zyski, procenty, renty, dochody gospodarstw domowych z działalności gospodarczej, dochody wolnych zawodów) powiększony o amortyzację. Jeśli PKB w cenach czynników produkcji skoryguje się o dochody netto z tytułu własności i pracy za granicą, to otrzymuje się PNB (produkt narodowy brutto) w cenach czynników produkcji. Jeśli od wartości tak otrzymanego PNB odejmie się amortyzację, to otrzymuje się PNN (produkt narodowy netto) w cenach czynników produkcji, a jest to DN (dochód narodowy).
Z przedstawionego wyprowadzenia wynika, że dochód narodowy jest sumą dochodów z czynników produkcji otrzymanych przez obywateli danego państwa w kraju i poza jego granicami.